# Туревич Ігор Ігорович
І́гор І́горович Туре́вич (26 лютого 1992, с. Свійчів, Волинська область — 6 березня 2022, Миколаївська область) — український військовослужбовець, льотчик, майор 18 ОБрАА Повітряних сил Збройних сил України, учасник російсько-української війни. Лицар ордена Богдана Хмельницького II (2022, посмертно) та III (2022) ступенів.

## Життєпис
Ігор Туревич народився 26 лютого 1992 року в селі Свійчеві, нині Оваднівської громади Володимирського району Волинської области України.
Закінчив Харківський національний університет Повітряних сил імені Івана Кожедуба. Служив старшим бортовим інженером-інструктором 18-ї окремої бригади армійської авіації.
Учасник АТО/ООС. У 2019 році був учасником Миротворчої місії ООН у Демократичній Республіці Конго.
Загинув 6 березня 2022 року на Миколаївщині.
Похований 4 червня 2022 року в родинному селі.
Залишилася дружина та батьки.

## Нагороди
- орден Богдана Хмельницького II ступеня (13 липня 2022, посмертно) — за особисту мужність і самовіддані дії, виявлені у захисті державного суверенітету та територіальної цілісності України, вірність військовій присязі[3];
- орден Богдана Хмельницького III ступеня (12 березня 2022) — за особисту мужність і самовіддані дії, виявлені у захисті державного суверенітету та територіальної цілісності України, вірність військовій присязі[4].